# Noordwest (Utrecht)
Noordwest is een van de tien stadsdelen (volgens de gemeentelijke indeling: wijken) van de gemeente Utrecht. Het stadsdeel heeft 45.048 inwoners (2025). Noordwest is grotendeels gelegen rond en min of meer georiënteerd op de Amsterdamsestraatweg.

## Ligging
Noordwest wordt begrensd door:
- de gemeentegrens met Stichtse Vecht en de Vecht in het noorden
- de Loevenhoutsedijk, de Brailledreef, de spoorlijn Utrecht - Kampen en de Vecht in het oosten
- de Stadsbuitengracht in het zuiden
- de spoorlijn Amsterdam - Elten en het Amsterdam-Rijnkanaal in het westen

## Wijken en buurten
Onder meer de volgende wijken en buurten maken deel uit van Noordwest:
- Pijlsweerd
- 1e Daalsebuurt
- 2e Daalsebuurt
- Ondiep
- Zuilen

### Gemeentelijke indeling
Volgens de gemeentelijke indeling bestaat Noordwest uit de volgende subwijken en buurten:
- Pijlsweerd
  - Pijlsweerd-Zuid
  - Pijlsweerd-Noord
- Ondiep, 2e Daalsebuurt
  - Nijenoord, Hoogstraat en omgeving
  - Ondiep
  - 2e Daalsebuurt en omgeving
  - Egelantierstraat, Mariëndaalstraat e.o.
- Zuilen
  - Julianapark en omgeving
  - Geuzenwijk, De Driehoek
  - Elinkwijk en omgeving
  - Schaakbuurt en omgeving
  - Prins Bernhardplein en omgeving, Demkagebied
  - Queeckhovenplein en omgeving
  - Zuilen-Noord

## Bezienswaardigheden
Elinkwijk en De Lessepsbuurt in Zuilen vormen het van rijkswege beschermd stadsgezicht Zuilen-Elinkwijk.
In Noordwest vindt je onder meer de volgende bezienswaardigheden:
- Julianapark
- Buitenhuis Daelwijck (De Parel van Zuilen)

## Afbeeldingen

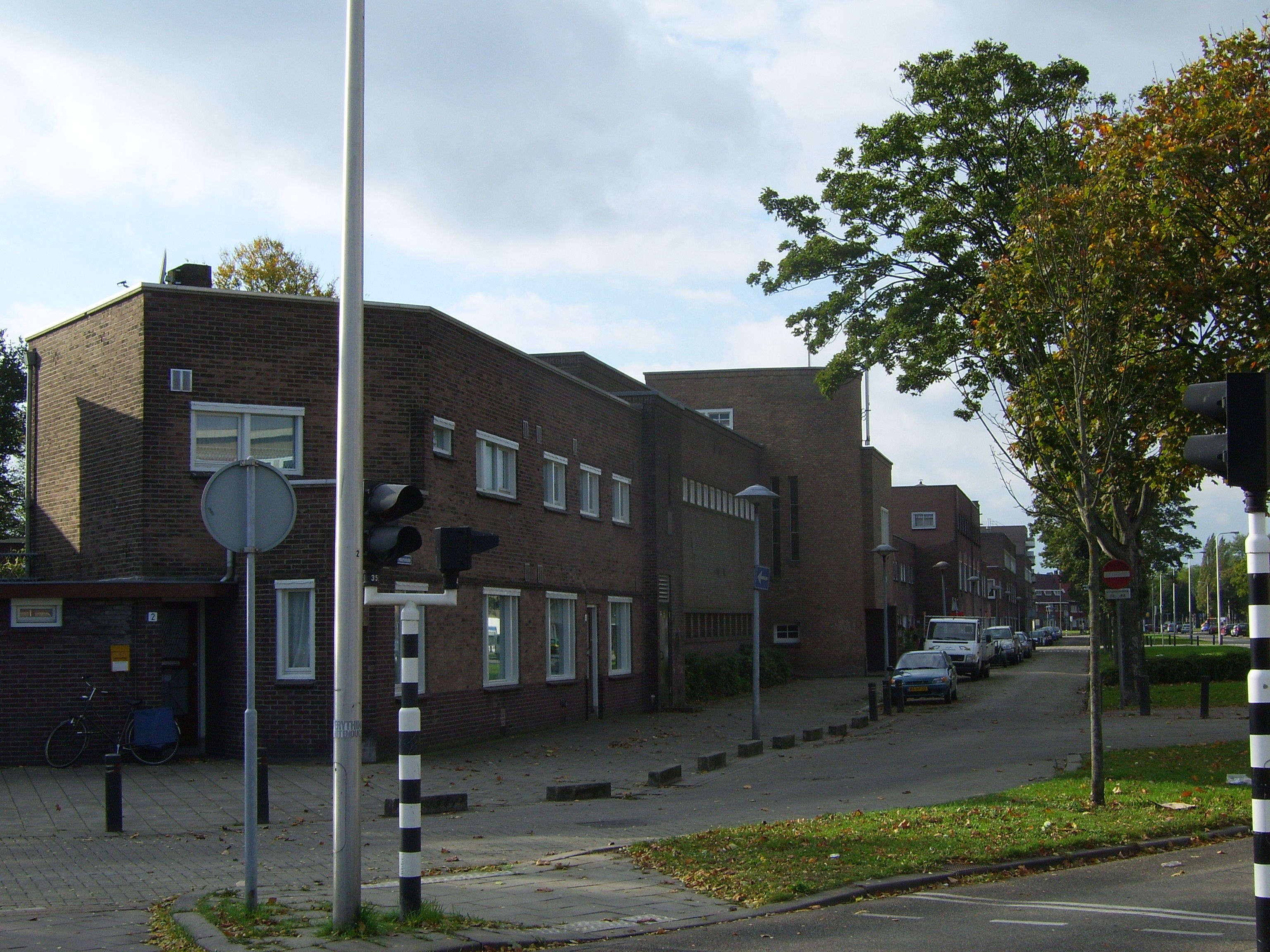
De Marnixlaan in Zuilen
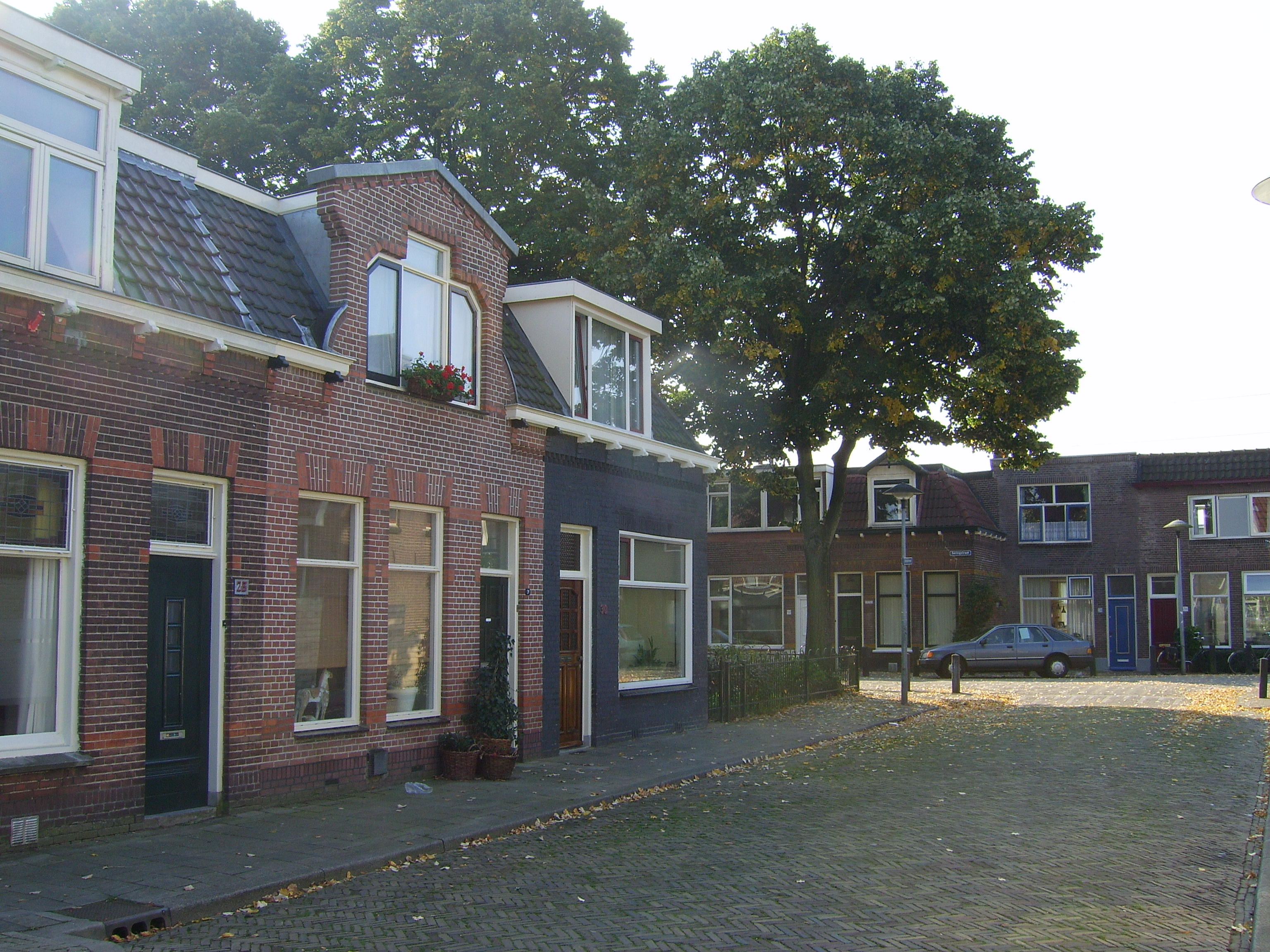
Seringstraat (Egelantier-, Mariëndaalstraat en omgeving)
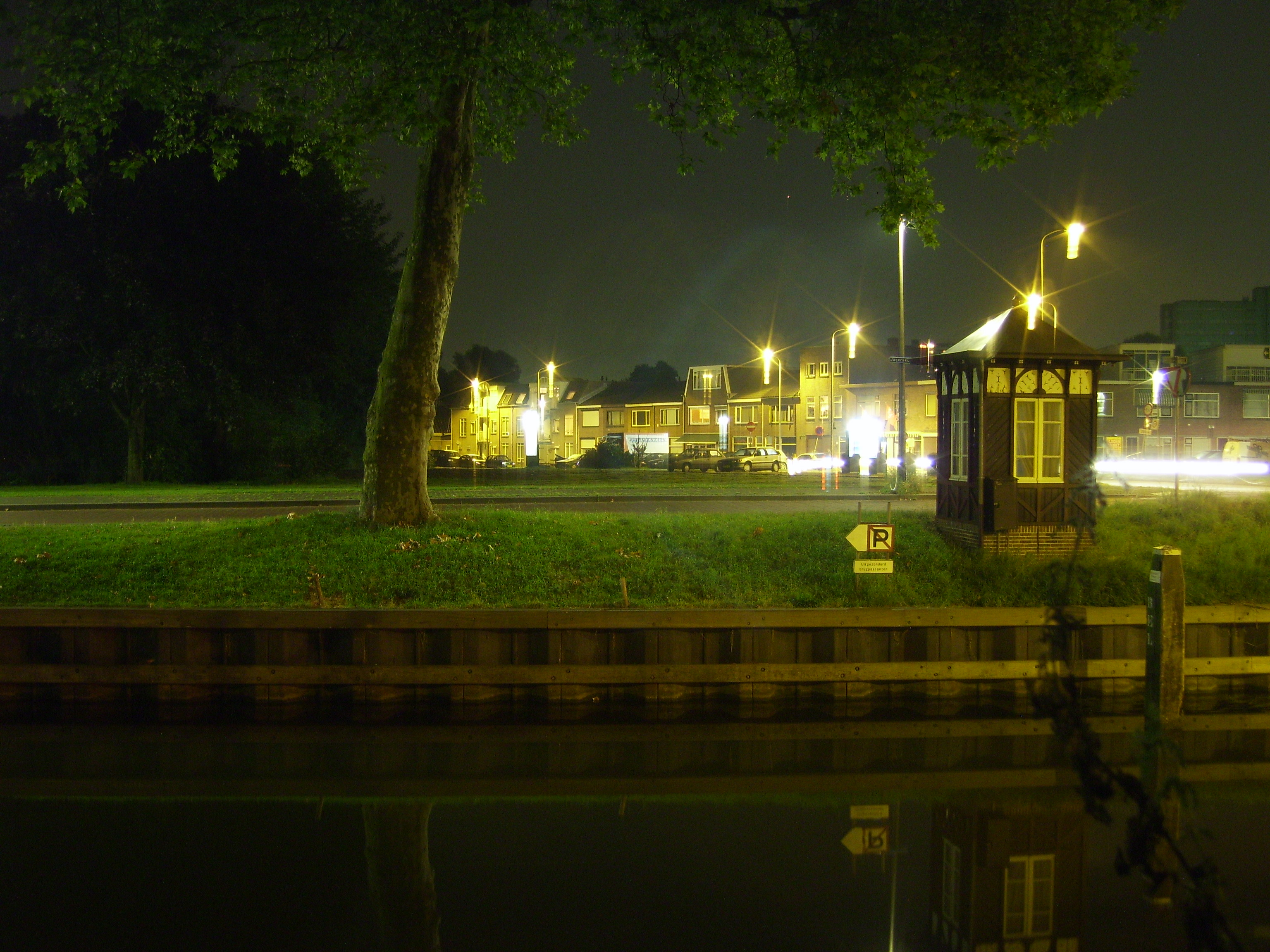
De Loevenhoutsedijk aan de Vecht
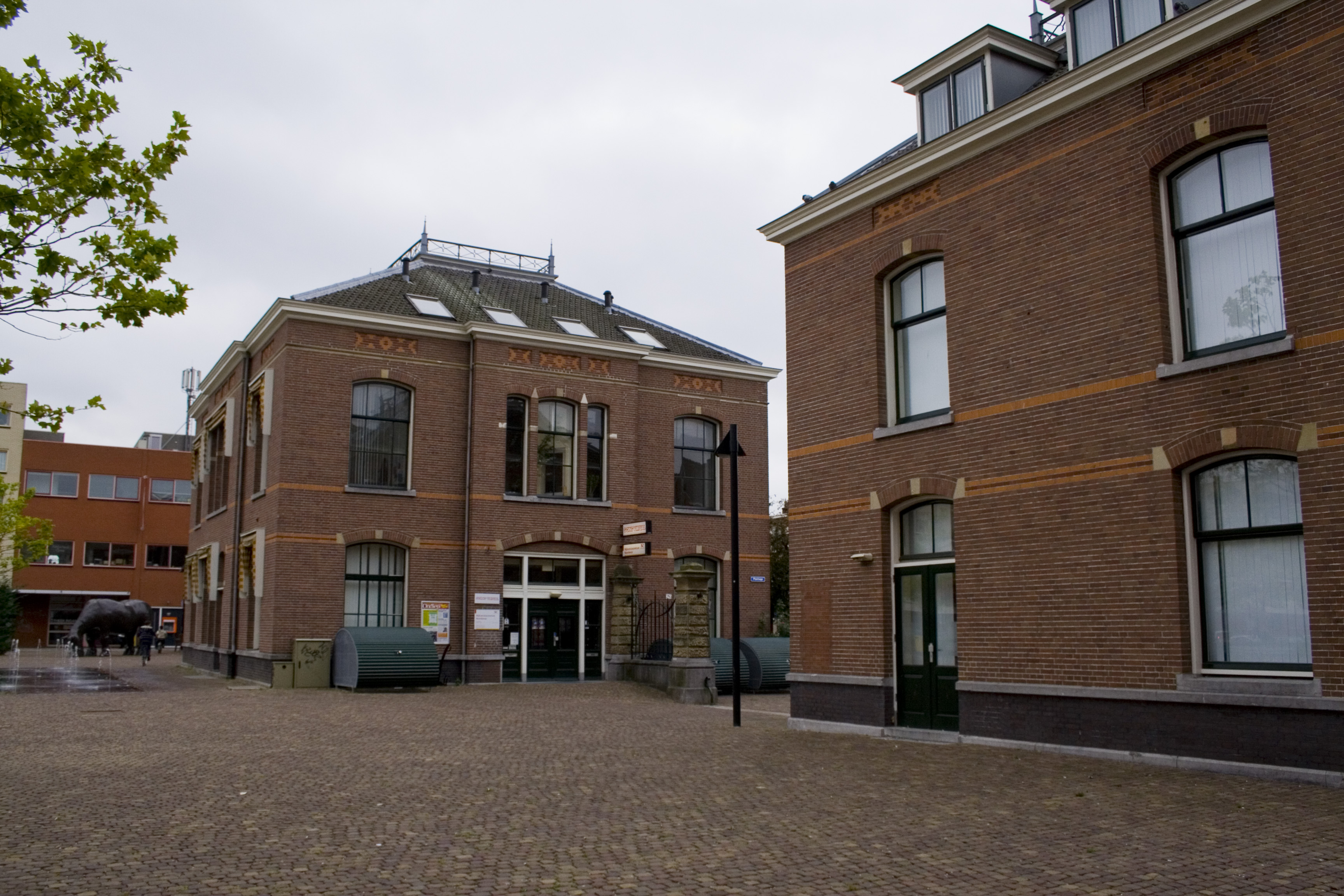
Het oude gemeentelijke slachthuis in de Daalsebuurt
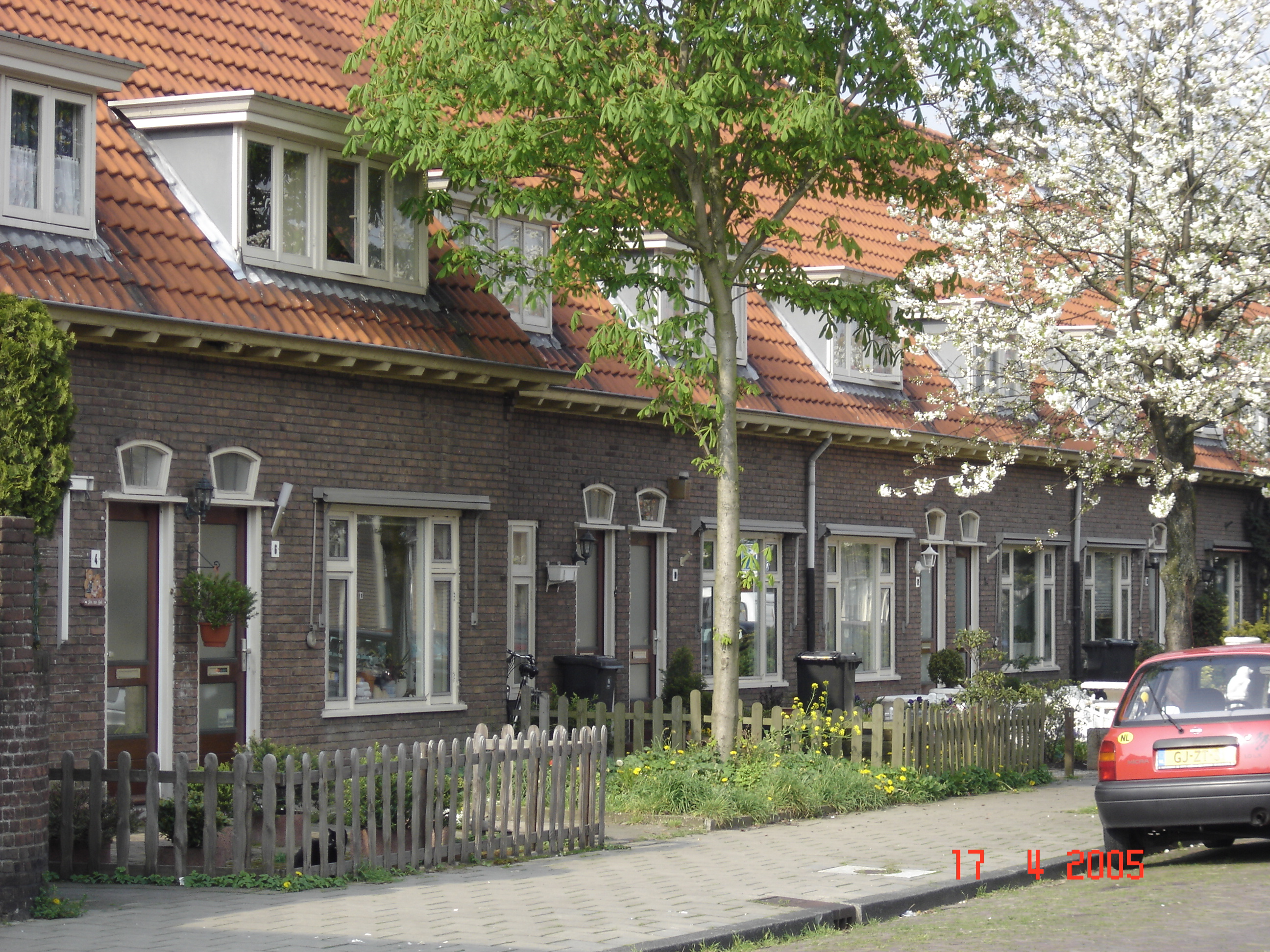
Luit Blomstraat